# Бренськ
Бренськ (пол. Breńsk) — село в Польщі, у гміні Жечениця Члуховського повіту Поморського воєводства.
У 1975-1998 роках село належало до Слупського воєводства.